# Vivières
Vivières è un comune francese di 402 abitanti situato nel dipartimento dell'Aisne della regione dell'Alta Francia.

## Società

### Evoluzione demografica
Abitanti censiti

## Storia
Dagli scavi effettuati qualche anno fa per ottenere le pietre necessarie alla manutenzione delle strade, hanno portato alla luce alla sommità della strada del Faîte e sui due versanti, delle tegole con bordo e delle tegole incavate (embrici e tegola), delle monete romane in bronzo in grande quantità (28 kg) degli imperatori Magno Massimo,  Tetrico, Postumo e altri; degli utensili, dei vasi, delle macerie di terrecotte di ogni sorta e le fondazioni d'un certo numero di abitazioni. Due mole di mulini a braccia, mola manuaria o trusatilis, sono state ritrovate successivamente. […]

Vi sono quindi testimonianze inconfutabili che provano l'esistenza di un insediamento dei Romani. Queste fondamenta si estendono su una lunghezza di 500 metri. Si vedono delle tegole presso la collinetta chiamata Tour Réaumont e tutto lungo la via del Faîte fino nei pressi della Croix-Morel. Questo agglomerato di abitanti ha conservato il nome di Houssoye ed è senza dubbio il nome dato originariamente. […]
Avendo molti abitanti di Houssoye trovato nelle vicinanze un laghetto ove abbondavano i pesci (ciò che normalmente viene chiamato "vivaio") essi si costruirono vicino le loro abitazioni. Ci furono dapprima alcune capanne sparse che furono definite con il nome di Vivarium. Le Vivier era una dipendenza della colonia dell'Houssoye.
Più tardi, con l'invasione franca, gli abitanti della colonia non si trovarono più sicuri sull'altura e temendo l'approssimarsi dei vincitori – o forse respinti da essi – andarono a ingrossare il villaggio del Vivier.
Il signore del luogo, soddisfatto di questa crescita della popolazione e volendo aumentarne ancora il numero, fece costruire un castello fortificato per proteggere i suoi sudditi e i suoi vassalli. Non si sa dove egli avesse fatto erigere questo castello: si sa soltanto che esso esisteva ben prima del IX secolo.
À quell'epoca, non si parlava che dei Normanni; essi iniziarono le loro incursioni devastatrici e i loro nomi da soli terrificavano i contadini.
La terra del Vivier dipendeva dal feudo della Ferté-sur-Ourcq (La Ferté-Milon). Nell'845, Hemogaldo, signore di questo territorio, ne fece riparare e aumentare le fortificazioni per mettersi al riparo dei barbari. […]
Per lungo tempo i governatori della Ferté furono anche signori castellani (Dominus) di Vivières. Solo i nomi di due di questi signori sono pervenuti fino a noi. Uno si chiamava Hugues le Blanc; egli prese il titolo di castellano de La Ferté-Milon e Vivières e morì dopo il 1121. L'altro era Hugues Soibers de Laon, che visse nel 1250. Essi erano incaricati della difesa del forte, vi risiedevano e ne avevano il comando.
Vivières divenne un borgo importante, sia a causa del forte, sia degli insediamenti religiosi che vi furono fondati a seguito del possesso delle reliquie di santa Clotilde, che attiravano sempre un gran numero di pellegrini. 
Un particolare prevosto vi residette ed estese la sua giurisdizione sulle piccole località circostanti: Villers-Saint-Georges (Villers-Cotterêts), Pisseleux, il feudo di Noue, Dampleux, etc. […] Nel 1126, Hugues le Blanc stabilì a Vivières i religiosi premonstratensi.
A destra della chiesa si trovavano in una corte le vestigia di una torre, resto del castello fortificato da Filippo I di Fiandra nel 1174, e fu anche qui che venne   Filippo Augusto per presiedere l'assemblea che delimitava nel 1215 i boschi del Soissonese e del Valois.